# Liste der Wahlkreise in Frankreich
Dieser Artikel listet die 577 Wahlkreise Frankreichs (französisches Mutterland und Übersee-Départements) und den sieben Collectivités d’outre-mer nach den Nummern der Départements und Territorien auf.
Diese Liste berücksichtigt die Wahlkreise in den fünf Parlamenten von 1988 bis 2012 (9., 10., 11., 12. und 13. Gesetzgebungsperiode der Fünften Republik).

## Liste

### France métropolitaine: 539 Wahlkreise

#### Ain (01) – 5 Sitze
- Wahlkreis Ain I
- Wahlkreis Ain II
- Wahlkreis Ain III
- Wahlkreis Ain IV
- Wahlkreis Ain V

#### Aisne (02) – 5 Sitze
- Wahlkreis Aisne I
- Wahlkreis Aisne II
- Wahlkreis Aisne III
- Wahlkreis Aisne IV
- Wahlkreis Aisne V

#### Allier (03) – 3 Sitze
- Wahlkreis Allier I
- Wahlkreis Allier II
- Wahlkreis Allier III

#### Alpes-de-Haute-Provence (04) – 2 Sitze
- Wahlkreis Alpes-de-Haute-Provence I
- Wahlkreis Alpes-de-Haute-Provence II

#### Hautes-Alpes (05) – 2 Sitze
- Wahlkreis Hautes-Alpes I
- Wahlkreis Hautes-Alpes II

#### Alpes-Maritimes (06) – 9 Sitze
- Wahlkreis Alpes-Maritimes I
- Wahlkreis Alpes-Maritimes II
- Wahlkreis Alpes-Maritimes III
- Wahlkreis Alpes-Maritimes IV
- Wahlkreis Alpes-Maritimes V
- Wahlkreis Alpes-Maritimes VI
- Wahlkreis Alpes-Maritimes VII
- Wahlkreis Alpes-Maritimes VIII
- Wahlkreis Alpes-Maritimes IX

#### Ardèche (07) – 3 Sitze
- Wahlkreis Ardèche I
- Wahlkreis Ardèche II
- Wahlkreis Ardèche III

#### Ardennes (08) – 3 Sitze
- Wahlkreis Ardennes I
- Wahlkreis Ardennes II
- Wahlkreis Ardennes III

#### Ariège (09) – 2 Sitze
- Wahlkreis Ariège I
- Wahlkreis Ariège II

#### Aube (10) – 3 Sitze
- Wahlkreis Aube I
- Wahlkreis Aube II
- Wahlkreis Aube III

#### Aude (11) – 3 Sitze
- Wahlkreis Aude I
- Wahlkreis Aude II
- Wahlkreis Aude III

#### Aveyron (12) – 3 Sitze
- Wahlkreis Aveyron I
- Wahlkreis Aveyron II
- Wahlkreis Aveyron III

#### Bouches-du-Rhône (13) – 16 Sitze
- Wahlkreis Bouches-du-Rhône I
- Wahlkreis Bouches-du-Rhône II
- Wahlkreis Bouches-du-Rhône III
- Wahlkreis Bouches-du-Rhône IV
- Wahlkreis Bouches-du-Rhône V
- Wahlkreis Bouches-du-Rhône VI
- Wahlkreis Bouches-du-Rhône VII
- Wahlkreis Bouches-du-Rhône VIII
- Wahlkreis Bouches-du-Rhône IX
- Wahlkreis Bouches-du-Rhône X
- Wahlkreis Bouches-du-Rhône XI
- Wahlkreis Bouches-du-Rhône XII
- Wahlkreis Bouches-du-Rhône XIII
- Wahlkreis Bouches-du-Rhône XIV
- Wahlkreis Bouches-du-Rhône XV
- Wahlkreis Bouches-du-Rhône XVI

#### Calvados (14) – 6 Sitze
- Wahlkreis Calvados I
- Wahlkreis Calvados II
- Wahlkreis Calvados III
- Wahlkreis Calvados IV
- Wahlkreis Calvados V
- Wahlkreis Calvados VI

#### Cantal (15) – 2 Sitze
- Wahlkreis Cantal I
- Wahlkreis Cantal II

#### Charente (16) – 3 Sitze
- Wahlkreis Charente I
- Wahlkreis Charente II
- Wahlkreis Charente III

#### Charente-Maritime (17) – 5 Sitze
- Wahlkreis Charente-Maritime I
- Wahlkreis Charente-Maritime II
- Wahlkreis Charente-Maritime III
- Wahlkreis Charente-Maritime IV
- Wahlkreis Charente-Maritime V

#### Cher (18) – 3 Sitze
- Wahlkreis Cher I
- Wahlkreis Cher II
- Wahlkreis Cher III

#### Corrèze (19) – 2 Sitze
- Wahlkreis Corrèze I
- Wahlkreis Corrèze II

#### Haute-Corse (2B) – 2 Sitze
- Wahlkreis Haute-Corse I
- Wahlkreis Haute-Corse II

#### Corse-du-Sud (2A) – 2 Sitze
- Wahlkreis Corse-du-Sud I
- Wahlkreis Corse-du-Sud II

#### Côte d’Or (21) – 5 Sitze
- Wahlkreis Côte d'Or I
- Wahlkreis Côte d'Or II
- Wahlkreis Côte d'Or III
- Wahlkreis Côte d'Or IV
- Wahlkreis Côte d'Or V

#### Côtes d’Armor (22) – 5 Sitze
- Wahlkreis Côtes d'Armor I
- Wahlkreis Côtes d'Armor II
- Wahlkreis Côtes d'Armor III
- Wahlkreis Côtes d'Armor IV
- Wahlkreis Côtes d'Armor V

#### Creuse (23) – 2 Sitze
- Wahlkreis Creuse I
- Wahlkreis Creuse II

#### Dordogne (24) – 4 Sitze
- Wahlkreis Dordogne I
- Wahlkreis Dordogne II
- Wahlkreis Dordogne III
- Wahlkreis Dordogne IV

#### Doubs (25) – 5 Sitze
- Wahlkreis Doubs I
- Wahlkreis Doubs II
- Wahlkreis Doubs III
- Wahlkreis Doubs IV
- Wahlkreis Doubs V

#### Drôme (26) – 4 Sitze
- Wahlkreis Drôme I
- Wahlkreis Drôme II
- Wahlkreis Drôme III
- Wahlkreis Drôme IV

#### Eure (27) – 5 Sitze
- Wahlkreis Eure I
- Wahlkreis Eure II
- Wahlkreis Eure III
- Wahlkreis Eure IV
- Wahlkreis Eure V

#### Eure-et-Loir (28) – 4 Sitze
- Wahlkreis Eure-et-Loir I
- Wahlkreis Eure-et-Loir II
- Wahlkreis Eure-et-Loir III
- Wahlkreis Eure-et-Loir IV

#### Finistère (29) – 8 Sitze
- Wahlkreis Finistère I
- Wahlkreis Finistère II
- Wahlkreis Finistère III
- Wahlkreis Finistère IV
- Wahlkreis Finistère V
- Wahlkreis Finistère VI
- Wahlkreis Finistère VII
- Wahlkreis Finistère VIII

#### Gard (30) – 6 Sitze
- Wahlkreis Gard I
- Wahlkreis Gard II
- Wahlkreis Gard III
- Wahlkreis Gard IV
- Wahlkreis Gard V
- Wahlkreis Gard VI

#### Haute-Garonne (31) – 10 Sitze
- Wahlkreis Haute-Garonne I
- Wahlkreis Haute-Garonne II
- Wahlkreis Haute-Garonne III
- Wahlkreis Haute-Garonne IV
- Wahlkreis Haute-Garonne V
- Wahlkreis Haute-Garonne VI
- Wahlkreis Haute-Garonne VII
- Wahlkreis Haute-Garonne VIII
- Wahlkreis Haute-Garonne IX
- Wahlkreis Haute-Garonne X

#### Gers (32) – 2 Sitze
- Wahlkreis Gers I
- Wahlkreis Gers II

#### Gironde (33) – 12 Sitze
- Wahlkreis Gironde I
- Wahlkreis Gironde II
- Wahlkreis Gironde III
- Wahlkreis Gironde IV
- Wahlkreis Gironde V
- Wahlkreis Gironde VI
- Wahlkreis Gironde VII
- Wahlkreis Gironde VIII
- Wahlkreis Gironde IX
- Wahlkreis Gironde X
- Wahlkreis Gironde XI
- Wahlkreis Gironde XII

#### Hérault (34) – 8 Sitze
- Wahlkreis Hérault I
- Wahlkreis Hérault II
- Wahlkreis Hérault III
- Wahlkreis Hérault IV
- Wahlkreis Hérault V
- Wahlkreis Hérault VI
- Wahlkreis Hérault VII
- Wahlkreis Hérault VIII

#### Ille-et-Vilaine (35) – 8 Sitze
- Wahlkreis Ille-et-Vilaine I
- Wahlkreis Ille-et-Vilaine II
- Wahlkreis Ille-et-Vilaine III
- Wahlkreis Ille-et-Vilaine IV
- Wahlkreis Ille-et-Vilaine V
- Wahlkreis Ille-et-Vilaine VI
- Wahlkreis Ille-et-Vilaine VII
- Wahlkreis Ille-et-Vilaine VIII

#### Indre (36) – 2 Sitze
- Wahlkreis Indre I
- Wahlkreis Indre II

#### Indre-et-Loire (37) – 5 Sitze
- Wahlkreis Indre-et-Loire I
- Wahlkreis Indre-et-Loire II
- Wahlkreis Indre-et-Loire III
- Wahlkreis Indre-et-Loire IV
- Wahlkreis Indre-et-Loire V

#### Isère (38) – 10 Sitze
- Wahlkreis Isère I
- Wahlkreis Isère II
- Wahlkreis Isère III
- Wahlkreis Isère IV
- Wahlkreis Isère V
- Wahlkreis Isère VI
- Wahlkreis Isère VII
- Wahlkreis Isère VIII
- Wahlkreis Isère IX
- Wahlkreis Isère X

#### Jura (39) – 3 Sitze
- Wahlkreis Jura I
- Wahlkreis Jura II
- Wahlkreis Jura III

#### Landes (40) – 3 Sitze
- Wahlkreis Landes I
- Wahlkreis Landes II
- Wahlkreis Landes III

#### Loir-et-Cher (41) – 3 Sitze
- Wahlkreis Loir-et-Cher I
- Wahlkreis Loir-et-Cher II
- Wahlkreis Loir-et-Cher III

#### Loire (42) – 7 Sitze
- Wahlkreis Loire I
- Wahlkreis Loire II
- Wahlkreis Loire III
- Wahlkreis Loire IV
- Wahlkreis Loire V
- Wahlkreis Loire VI
- Wahlkreis Loire VII

#### Haute-Loire (43) – 2 Sitze
- Wahlkreis Haute-Loire I
- Wahlkreis Haute-Loire II

#### Loire-Atlantique (44) – 10 Sitze
- Wahlkreis Loire-Atlantique I
- Wahlkreis Loire-Atlantique II
- Wahlkreis Loire-Atlantique III
- Wahlkreis Loire-Atlantique IV
- Wahlkreis Loire-Atlantique V
- Wahlkreis Loire-Atlantique VI
- Wahlkreis Loire-Atlantique VII
- Wahlkreis Loire-Atlantique VIII
- Wahlkreis Loire-Atlantique IX
- Wahlkreis Loire-Atlantique X

#### Loiret (45) – 6 Sitze
- Wahlkreis Loiret I
- Wahlkreis Loiret II
- Wahlkreis Loiret III
- Wahlkreis Loiret IV
- Wahlkreis Loiret V
- Wahlkreis Loiret VI

#### Lot (46) – 2 Sitze
- Wahlkreis Lot I
- Wahlkreis Lot II

#### Lot-et-Garonne (47) – 3 Sitze
- Wahlkreis Lot-et-Garonne I
- Wahlkreis Lot-et-Garonne II
- Wahlkreis Lot-et-Garonne III

#### Lozère (48) – 1 Sitz
- Wahlkreis Lozère I

#### Maine-et-Loire (49) – 7 Sitze
- Wahlkreis Maine-et-Loire I
- Wahlkreis Maine-et-Loire II
- Wahlkreis Maine-et-Loire III
- Wahlkreis Maine-et-Loire IV
- Wahlkreis Maine-et-Loire V
- Wahlkreis Maine-et-Loire VI
- Wahlkreis Maine-et-Loire VII

#### Manche (50) – 4 Sitze
- Wahlkreis Manche I
- Wahlkreis Manche II
- Wahlkreis Manche III
- Wahlkreis Manche IV

#### Marne (51) – 6 Sitze
- Wahlkreis Marne I
- Wahlkreis Marne II
- Wahlkreis Marne III
- Wahlkreis Marne IV
- Wahlkreis Marne V
- Wahlkreis Marne VI

#### Haute-Marne (52) – 2 Sitze
- Wahlkreis Haute-Marne I
- Wahlkreis Haute-Marne II

#### Mayenne (53) – 3 Sitze
- Wahlkreis Mayenne I
- Wahlkreis Mayenne II
- Wahlkreis Mayenne III

#### Meurthe-et-Moselle (54) – 6 Sitze
- Wahlkreis Meurthe-et-Moselle I
- Wahlkreis Meurthe-et-Moselle II
- Wahlkreis Meurthe-et-Moselle III
- Wahlkreis Meurthe-et-Moselle IV
- Wahlkreis Meurthe-et-Moselle V
- Wahlkreis Meurthe-et-Moselle VI

#### Meuse (55) – 2 Sitze
- Wahlkreis Meuse I
- Wahlkreis Meuse II

#### Morbihan (56) – 6 Sitze
- Wahlkreis Morbihan I
- Wahlkreis Morbihan II
- Wahlkreis Morbihan III
- Wahlkreis Morbihan IV
- Wahlkreis Morbihan V
- Wahlkreis Morbihan VI

#### Moselle (57) – 10 Sitze
- Wahlkreis Moselle I
- Wahlkreis Moselle II
- Wahlkreis Moselle III
- Wahlkreis Moselle IV
- Wahlkreis Moselle V
- Wahlkreis Moselle VI
- Wahlkreis Moselle VII
- Wahlkreis Moselle VIII
- Wahlkreis Moselle IX
- Wahlkreis Moselle X

#### Nièvre (58) – 2 Sitze
- Wahlkreis Nièvre I
- Wahlkreis Nièvre II

#### Nord (59) – 21 Sitze
- Wahlkreis Nord I
- Wahlkreis Nord II
- Wahlkreis Nord III
- Wahlkreis Nord IV
- Wahlkreis Nord V
- Wahlkreis Nord VI
- Wahlkreis Nord VII
- Wahlkreis Nord VIII
- Wahlkreis Nord IX
- Wahlkreis Nords X
- Wahlkreis Nord XI
- Wahlkreis Nord XII
- Wahlkreis Nord XIII
- Wahlkreis Nord XIV
- Wahlkreis Nord XV
- Wahlkreis Nord XVI
- Wahlkreis Nord XVII
- Wahlkreis Nord XVIII
- Wahlkreis Nord XIX
- Wahlkreis Nord XX
- Wahlkreis Nord XXI

#### Oise (60) – 7 Sitze
- Wahlkreis Oise I
- Wahlkreis Oise II
- Wahlkreis Oise III
- Wahlkreis Oise IV
- Wahlkreis Oise V
- Wahlkreis Oise VI
- Wahlkreis Oise VII

#### Orne (61) – 3 Sitze
- Wahlkreis Orne I
- Wahlkreis Orne II
- Wahlkreis Orne III

#### Pas-de-Calais (62) – 12 Sitze
- Wahlkreis Pas-de-Calais I
- Wahlkreis Pas-de-Calais II
- Wahlkreis Pas-de-Calais III
- Wahlkreis Pas-de-Calais IV
- Wahlkreis Pas-de-Calais V
- Wahlkreis Pas-de-Calais VI
- Wahlkreis Pas-de-Calais VII
- Wahlkreis Pas-de-Calais VIII
- Wahlkreis Pas-de-Calais IX
- Wahlkreis Pas-de-Calais X
- Wahlkreis Pas-de-Calais XI
- Wahlkreis Pas-de-Calais XII

#### Puy-de-Dôme (63) – 5 Sitze
- Wahlkreis Puy-de-Dôme I
- Wahlkreis Puy-de-Dôme II
- Wahlkreis Puy-de-Dôme III
- Wahlkreis Puy-de-Dôme IV
- Wahlkreis Puy-de-Dôme V

#### Pyrénées-Atlantiques (64) – 6 Sitze
- Wahlkreis Pyrénées-Atlantiques I
- Wahlkreis Pyrénées-Atlantiques II
- Wahlkreis Pyrénées-Atlantiques III
- Wahlkreis Pyrénées-Atlantiques IV
- Wahlkreis Pyrénées-Atlantiques V
- Wahlkreis Pyrénées-Atlantiques VI

#### Hautes-Pyrénées (65) – 2 Sitze
- Wahlkreis Hautes-Pyrénées I
- Wahlkreis Hautes-Pyrénées II

#### Pyrénées-Orientales (66) – 4 Sitze
- Wahlkreis Pyrénées-Orientales I
- Wahlkreis Pyrénées-Orientales II
- Wahlkreis Pyrénées-Orientales III
- Wahlkreis Pyrénées-Orientales IV

#### Bas-Rhin (67) – 9 Sitze
- Wahlkreis Bas-Rhin I
- Wahlkreis Bas-Rhin II
- Wahlkreis Bas-Rhin III
- Wahlkreis Bas-Rhin IV
- Wahlkreis Bas-Rhin V
- Wahlkreis Bas-Rhin VI
- Wahlkreis Bas-Rhin VII
- Wahlkreis Bas-Rhin VIII
- Wahlkreis Bas-Rhin IX

#### Haut-Rhin (68) – 6 Sitze
- Wahlkreis Haut-Rhin I
- Wahlkreis Haut-Rhin II
- Wahlkreis Haut-Rhin III
- Wahlkreis Haut-Rhin IV
- Wahlkreis Haut-Rhin V
- Wahlkreis Haut-Rhin VI

#### Rhône (69) – 14 Sitze
- Wahlkreis Rhône I
- Wahlkreis Rhône II
- Wahlkreis Rhône III
- Wahlkreis Rhône IV
- Wahlkreis Rhône V
- Wahlkreis Rhône VI
- Wahlkreis Rhône VII
- Wahlkreis Rhône VIII
- Wahlkreis Rhône IX
- Wahlkreis Rhône X
- Wahlkreis Rhône XI
- Wahlkreis Rhône XII
- Wahlkreis Rhône XIII
- Wahlkreis Rhône XIV

#### Haute-Saône (70) – 2 Sitze
- Wahlkreis Haute-Saône I
- Wahlkreis Haute-Saône II

#### Saône-et-Loire (71) – 5 Sitze
- Wahlkreis Saône-et-Loire I
- Wahlkreis Saône-et-Loire II
- Wahlkreis Saône-et-Loire III
- Wahlkreis Saône-et-Loire IV
- Wahlkreis Saône-et-Loire V

#### Sarthe (72) – 5 Sitze
- Wahlkreis Sarthe I
- Wahlkreis Sarthe II
- Wahlkreis Sarthe III
- Wahlkreis Sarthe IV
- Wahlkreis Sarthe V

#### Savoie (73) – 4 Sitze
- Wahlkreis Savoie I
- Wahlkreis Savoie II
- Wahlkreis Savoie III
- Wahlkreis Savoie IV

#### Haute-Savoie (74) – 6 Sitze
- Wahlkreis Haute-Savoie I
- Wahlkreis Haute-Savoie II
- Wahlkreis Haute-Savoie III
- Wahlkreis Haute-Savoie IV
- Wahlkreis Haute-Savoie V
- Wahlkreis Haute-Savoie VI

#### Paris (75) – 18 Sitze
- Wahlkreis Paris I
- Wahlkreis Paris II
- Wahlkreis Paris III
- Wahlkreis Paris IV
- Wahlkreis Paris V
- Wahlkreis Paris VI
- Wahlkreis Paris VII
- Wahlkreis Paris VIII
- Wahlkreis Paris IX
- Wahlkreis Paris X
- Wahlkreis Paris XI
- Wahlkreis Paris XII
- Wahlkreis Paris XIII
- Wahlkreis Paris XIV
- Wahlkreis Paris XV
- Wahlkreis Paris XVI
- Wahlkreis Paris XVII
- Wahlkreis Paris XVIII

#### Seine-Maritime (76) – 10 Sitze
- Wahlkreis Seine-Maritime I
- Wahlkreis Seine-Maritime II
- Wahlkreis Seine-Maritime III
- Wahlkreis Seine-Maritime IV
- Wahlkreis Seine-Maritime V
- Wahlkreis Seine-Maritime VI
- Wahlkreis Seine-Maritime VII
- Wahlkreis Seine-Maritime VIII
- Wahlkreis Seine-Maritime IX
- Wahlkreis Seine-Maritime X

#### Seine-et-Marne (77) – 11 Sitze
- Wahlkreis Seine-et-Marne I
- Wahlkreis Seine-et-Marne II
- Wahlkreis Seine-et-Marne III
- Wahlkreis Seine-et-Marne IV
- Wahlkreis Seine-et-Marne V
- Wahlkreis Seine-et-Marne VI
- Wahlkreis Seine-et-Marne VII
- Wahlkreis Seine-et-Marne VIII
- Wahlkreis Seine-et-Marne IX
- Wahlkreis Seine-et-Marne X
- Wahlkreis Seine-et-Marne XI

#### Yvelines (78) – 12 Sitze
- Wahlkreis Yvelines I
- Wahlkreis Yvelines II
- Wahlkreis Yvelines III
- Wahlkreis Yvelines IV
- Wahlkreis Yvelines V
- Wahlkreis Yvelines VI
- Wahlkreis Yvelines VII
- Wahlkreis Yvelines VIII
- Wahlkreis Yvelines IX
- Wahlkreis Yvelines X
- Wahlkreis Yvelines XI
- Wahlkreis Yvelines XII

#### Deux-Sèvres (79) – 3 Sitze
- Wahlkreis Deux-Sèvres I
- Wahlkreis Deux-Sèvres II
- Wahlkreis Deux-Sèvres III

#### Somme (80) – 5 Sitze
- Wahlkreis Somme I
- Wahlkreis Somme II
- Wahlkreis Somme III
- Wahlkreis Somme IV
- Wahlkreis Somme V

#### Tarn (81) – 3 Sitze
- Wahlkreis Tarn I
- Wahlkreis Tarn II
- Wahlkreis Tarn III

#### Tarn-et-Garonne (82) – 2 Sitze
- Wahlkreis Tarn-et-Garonne I
- Wahlkreis Tarn-et-Garonne II

#### Var (83) – 8 Sitze
- Wahlkreis Var I
- Wahlkreis Var II
- Wahlkreis Var III
- Wahlkreis Var IV
- Wahlkreis Var V
- Wahlkreis Var VI
- Wahlkreis Var VII
- Wahlkreis Var VIII

#### Vaucluse (84) – 5 Sitze
- Wahlkreis Vaucluse I
- Wahlkreis Vaucluse II
- Wahlkreis Vaucluse III
- Wahlkreis Vaucluse IV
- Wahlkreis Vaucluse V

#### Vendée (85) – 5 Sitze
- Wahlkreis Vendée I
- Wahlkreis Vendée II
- Wahlkreis Vendée III
- Wahlkreis Vendée IV
- Wahlkreis Vendée V

#### Vienne (86) – 4 Sitze
- Wahlkreis Vienne I
- Wahlkreis Vienne II
- Wahlkreis Vienne III
- Wahlkreis Vienne IV

#### Haute-Vienne (87) – 3 Sitze
- Wahlkreis Haute-Vienne I
- Wahlkreis Haute-Vienne II
- Wahlkreis Haute-Vienne III

#### Vosges (88) – 4 Sitze
- Wahlkreis Vosges I
- Wahlkreis Vosges II
- Wahlkreis Vosges III
- Wahlkreis Vosges IV

#### Yonne (89) – 3 Sitze
- Wahlkreis Yonne I
- Wahlkreis Yonne II
- Wahlkreis Yonne III

#### Territoire-de-Belfort (90) – 2 Sitze
- Wahlkreis Territoire-de-Belfort I
- Wahlkreis Territoire-de-Belfort II

#### Essonne (91) – 10 Sitze
- Wahlkreis Essonne I
- Wahlkreis Essonne II
- Wahlkreis Essonne III
- Wahlkreis Essonne IV
- Wahlkreis Essonne V
- Wahlkreis Essonne VI
- Wahlkreis Essonne VII
- Wahlkreis Essonne VIII
- Wahlkreis Essonne IX
- Wahlkreis Essonne X

#### Hauts-de-Seine (92) – 13 Sitze
- Wahlkreis Hauts-de-Seine I
- Wahlkreis Hauts-de-Seine II
- Wahlkreis Hauts-de-Seine III
- Wahlkreis Hauts-de-Seine IV
- Wahlkreis Hauts-de-Seine V
- Wahlkreis Hauts-de-Seine VI
- Wahlkreis Hauts-de-Seine VII
- Wahlkreis Hauts-de-Seine VIII
- Wahlkreis Hauts-de-Seine IX
- Wahlkreis Hauts-de-Seine X
- Wahlkreis Hauts-de-Seine XI
- Wahlkreis Hauts-de-Seine XII
- Wahlkreis Hauts-de-Seine XIII

#### Seine-Saint-Denis (93) – 12 Sitze
- Wahlkreis Seine-Saint-Denis I
- Wahlkreis Seine-Saint-Denis II
- Wahlkreis Seine-Saint-Denis III
- Wahlkreis Seine-Saint-Denis IV
- Wahlkreis Seine-Saint-Denis V
- Wahlkreis Seine-Saint-Denis VI
- Wahlkreis Seine-Saint-Denis VII
- Wahlkreis Seine-Saint-Denis VIII
- Wahlkreis Seine-Saint-Denis IX
- Wahlkreis Seine-Saint-Denis X
- Wahlkreis Seine-Saint-Denis XI
- Wahlkreis Seine-Saint-Denis XII

#### Val-de-Marne (94) – 11 Sitze
- Wahlkreis Val-de-Marne I
- Wahlkreis Val-de-Marne II
- Wahlkreis Val-de-Marne III
- Wahlkreis Val-de-Marne IV
- Wahlkreis Val-de-Marne V
- Wahlkreis Val-de-Marne VI
- Wahlkreis Val-de-Marne VII
- Wahlkreis Val-de-Marne VIII
- Wahlkreis Val-de-Marne IX
- Wahlkreis Val-de-Marne X
- Wahlkreis Val-de-Marne XI

#### Val-d’Oise (95) – 10 Sitze
- Wahlkreis Val-d’Oise I
- Wahlkreis Val-d’Oise II
- Wahlkreis Val-d’Oise III
- Wahlkreis Val-d’Oise IV
- Wahlkreis Val-d’Oise V
- Wahlkreis Val-d’Oise VI
- Wahlkreis Val-d’Oise VII
- Wahlkreis Val-d’Oise VIII
- Wahlkreis Val-d’Oise IX
- Wahlkreis Val-d’Oise X

### Übersee-Gebiete: 27 Wahlkreise

#### Guadeloupe (971) – 4 Sitze
- Wahlkreis Guadeloupe I
- Wahlkreis Guadeloupe II
- Wahlkreis Guadeloupe III
- Wahlkreis Guadeloupe IV

#### Martinique (972) – 4 Sitze
- Wahlkreis Martinique I
- Wahlkreis Martinique II
- Wahlkreis Martinique III
- Wahlkreis Martinique IV

#### Guayana (973) – 2 Sitze
- Wahlkreis Französisch-Guayana I
- Wahlkreis Französisch-Guayana II

#### La Réunion (974) – 7 Sitze
- Wahlkreis La Réunion I
- Wahlkreis La Réunion II
- Wahlkreis La Réunion III
- Wahlkreis La Réunion IV
- Wahlkreis La Réunion V
- Wahlkreis La Réunion VI
- Wahlkreis La Réunion VII

#### Wahlkreis Saint-Pierre und Miquelon (975) – 1 Sitz
- Wahlkreis Saint-Pierre und Miquelon

#### Mayotte (976) – 2 Sitze
- Wahlkreis Mayotte I
- Wahlkreis Mayotte II

#### Saint-Barthélemy (977) und Saint-Martin (978) – 1 Sitz
- Wahlkreis Saint-Barthélemy und Saint-Martin

#### Wallis und Futuna (986) – 1 Sitz
- Wahlkreis Wallis und Futuna

#### Französisch-Polynesien (987) – 3 Sitze
- Wahlkreis Französisch-Polynesien I
- Wahlkreis Französisch-Polynesien II
- Wahlkreis Französisch-Polynesien III

#### Neukaledonien (988) – 2 Sitze
- Wahlkreis Neukaledonien I
- Wahlkreis Neukaledonien II

### Franzosen im Ausland – 11 Sitze
- 1. Wahlkreis der Franzosen im Ausland
- 2. Wahlkreis der Franzosen im Ausland
- 3. Wahlkreis der Franzosen im Ausland
- 4. Wahlkreis der Franzosen im Ausland
- 5. Wahlkreis der Franzosen im Ausland
- 6. Wahlkreis der Franzosen im Ausland
- 7. Wahlkreis der Franzosen im Ausland
- 8. Wahlkreis der Franzosen im Ausland
- 9. Wahlkreis der Franzosen im Ausland
- 10. Wahlkreis der Franzosen im Ausland
- 11. Wahlkreis der Franzosen im Ausland

## Redécoupage 2010
| Wahlkreis                 | Wahlkreis                         |
| ------------------------- | --------------------------------- |
| Ehemalige Wahlkreise (33) | Allier IV                         |
| Ehemalige Wahlkreise (33) | Charente IV                       |
| Ehemalige Wahlkreise (33) | Corrèze III                       |
| Ehemalige Wahlkreise (33) | Creuse II                         |
| Ehemalige Wahlkreise (33) | Indre III                         |
| Ehemalige Wahlkreise (33) | Loire VII                         |
| Ehemalige Wahlkreise (33) | Lozère II                         |
| Ehemalige Wahlkreise (33) | Manche V                          |
| Ehemalige Wahlkreise (33) | Marne VI                          |
| Ehemalige Wahlkreise (33) | Meurthe-et-Moselle VII            |
| Ehemalige Wahlkreise (33) | Moselle X                         |
| Ehemalige Wahlkreise (33) | Nièvre III                        |
| Ehemalige Wahlkreise (33) | Nord XXII                         |
| Ehemalige Wahlkreise (33) | Nord XXIII                        |
| Ehemalige Wahlkreise (33) | Nord XXIV                         |
| Ehemalige Wahlkreise (33) | Pas-de-Calais XIII                |
| Ehemalige Wahlkreise (33) | Pas-de-Calais XIV                 |
| Ehemalige Wahlkreise (33) | Puy-de-Dôme VI                    |
| Ehemalige Wahlkreise (33) | Hautes-Pyrénées III               |
| Ehemalige Wahlkreise (33) | Haut-Rhin VII                     |
| Ehemalige Wahlkreise (33) | Haute-Saône III                   |
| Ehemalige Wahlkreise (33) | Saône-et-Loire VI                 |
| Ehemalige Wahlkreise (33) | Paris XIX                         |
| Ehemalige Wahlkreise (33) | Paris XX                          |
| Ehemalige Wahlkreise (33) | Paris XXI                         |
| Ehemalige Wahlkreise (33) | Seine-Maritime XI                 |
| Ehemalige Wahlkreise (33) | Seine-Maritime XII                |
| Ehemalige Wahlkreise (33) | Deux-Sèvres IV                    |
| Ehemalige Wahlkreise (33) | Somme VI                          |
| Ehemalige Wahlkreise (33) | Tarn IV                           |
| Ehemalige Wahlkreise (33) | Haute-Vienne IV                   |
| Ehemalige Wahlkreise (33) | Seine-Saint-Denis XIII            |
| Ehemalige Wahlkreise (33) | Val-de-Marne XII                  |
| Neue Wahlkreise (33)      | Ain V                             |
| Neue Wahlkreise (33)      | Gard VI                           |
| Neue Wahlkreise (33)      | Haute-Garonne IX                  |
| Neue Wahlkreise (33)      | Haute-Garonne X                   |
| Neue Wahlkreise (33)      | Gironde XII                       |
| Neue Wahlkreise (33)      | Hérault VIII                      |
| Neue Wahlkreise (33)      | Hérault IX                        |
| Neue Wahlkreise (33)      | Ille-et-Vilaine VIII              |
| Neue Wahlkreise (33)      | Isère X                           |
| Neue Wahlkreise (33)      | Loiret VI                         |
| Neue Wahlkreise (33)      | Savoie IV                         |
| Neue Wahlkreise (33)      | Haute-Savoie VI                   |
| Neue Wahlkreise (33)      | Seine-et-Marne X                  |
| Neue Wahlkreise (33)      | Seine-et-Marne XI                 |
| Neue Wahlkreise (33)      | Var VIII                          |
| Neue Wahlkreise (33)      | Vaucluse V                        |
| Neue Wahlkreise (33)      | Val-d’Oise X                      |
| Neue Wahlkreise (33)      | La Réunion VI                     |
| Neue Wahlkreise (33)      | La Réunion VII                    |
| Neue Wahlkreise (33)      | Mayotte II                        |
| Neue Wahlkreise (33)      | Saint-Barthélemy und Saint-Martin |
| Neue Wahlkreise (33)      | Französisch-Polynesien III        |
| Neue Wahlkreise (33)      | Franzosen im Ausland I            |
| Neue Wahlkreise (33)      | Franzosen im Ausland II           |
| Neue Wahlkreise (33)      | Franzosen im Ausland III          |
| Neue Wahlkreise (33)      | Franzosen im Ausland IV           |
| Neue Wahlkreise (33)      | Franzosen im Ausland V            |
| Neue Wahlkreise (33)      | Franzosen im Ausland VI           |
| Neue Wahlkreise (33)      | Franzosen im Ausland VII          |
| Neue Wahlkreise (33)      | Franzosen im Ausland VIII         |
| Neue Wahlkreise (33)      | Franzosen im Ausland IX           |
| Neue Wahlkreise (33)      | Franzosen im Ausland X            |
| Neue Wahlkreise (33)      | Franzosen im Ausland XI           |